# Teatro delle Albe
Il Teatro delle Albe è una compagnia teatrale di Ravenna, con sede al Teatro Rasi, fondata nel 1983 da Marco Martinelli, Ermanna Montanari, Luigi Dadina e Marcella Nonni.

## Storia
Il Teatro delle Albe nacque nel 1983 dall'incontro di Marco Martinelli, Ermanna Montanari, Luigi Dadina e Marcella Nonni.
Nel 1988 il gruppo acquisisce al suo interno alcuni griot senegalesi: Mandiaye N'Diaye, Mor Awa Niang e El Hadji Niang, arricchendo gli spettacoli con le tradizioni culturali e performative africane.
Tra gli spettacoli di questo periodo: Ruh. Romagna più Africa uguale (1988),  All'inferno! (1996), I Polacchi (1998) Sogno di una notte di mezza estate (2002), Salmagundi (2004), La mano (2005), Sterminio (2006), Stranieri (2008). Nel 2008 la compagnia vince il Premio Hystrio-Altre Muse.
La compagnia affronta anche testi antichi o di tradizione classica, operandone la riscrittura, come  I ventidue infortuni di Mor Arlecchino, (1993), da un canovaccio di Goldoni; Baldus (2000), dall'omonimo poema di Teofilo Folengo; il Sogno di una notte di mezza estate (2002), da William Shakespeare.
Nel 1991 le Albe danno vita, col sostegno del Comune di Ravenna, a Ravenna Teatro, Teatro Stabile di Innovazione, di cui Marcella Nonni è direttrice organizzativa, Luigi Dadina presidente e Martinelli direttore artistico. La programmazione si svolge nei due teatri cittadini, il teatro Rasi e il teatro Alighieri.

## Teatro
- Marco Martinelli, "Mondi paralleli" - 1983
- Marco Martinelli, "Effetti Rushmore" - 1984
- Marco Martinelli, "Rumore di acque" - 1985
- Marco Belpoliti, "Confine" - 1986
- Marco Martinelli, "I brandelli della Cina che abbiamo in testa" - 1987
- Vitae Aqua - 1987
- Imballaggio 1987 - 1987
- Radio Ravenna Africana - 1988
- Marco Martinelli, "Ruh. Romagna più Africa uguale" - 1988
- Marco Martinelli, "Siamo asini o pedanti?" - 1989
- Marco Martinelli, "Bonifica" - 1989
- Marco Martinelli, "Lunga vita all'albero" - 1990
- Mandiaye Ndiaye Le due calebasse - 1990
- Ermanna Montanari, "Rosvita" - 1991
- Marco Martinelli, "Nessuno può coprire l'ombra" - 1991
- Marco Martinelli, "I Refrattari" - 1992
- Marco Martinelli, "I ventidue infortuni di Mor Arlecchino" - 1993
- Luigi Dadina, Mandiaye Ndiaye, "Griot Fulêr" - 1993
- Ermanna Montanari, "Cenci" - 1993
- Raffaello Baldini, "Zitti tutti!" - 1993
- Marco Martinelli, "Incantati" - 1994
- Ermanna Montanari, "Ippolito" - 1995
- Luigi Dadina, "Narrazione della pianura" - 1995
- Nevio Spadoni, "Lus" - 1995
- Raffaello Baldini, Furistir - 1996
- Marco Martinelli, All'inferno - 1996
- Marco Martinelli, Perhindérion - 1998
- Marco Martinelli, I Polacchi - 1998
- Mandiaye Ndiaye, Vita e conversione di Cheikh Ibrahim Fall - 2000
- Tingeltangel - 2000
- Nevio Spadoni, L'isola di Alcina - 2000
- Marco Martinelli, Baldus - 2000
- Luigi Dadina, Al placido Don - 2001
- Marco Martinelli, Sogno di una notte di mezza estate - 2002
- Marco Martinelli, I Refrattari - 2003
- Marco Martinelli, Salmagundi - 2004
- Luca Doninelli, La mano - 2005
- Marco Martinelli, MIGHTY MIGHTY UBU - 2005
- Elsa Morante, La canzone degli F.P. e degli I.M - 2005
- Marco Martinelli, LEBEN - 2006
- Werner Schwab, Sterminio - 2006
- Marco Martinelli, Ubu buur - 2007
- Ermanna Montanari, Rosvita - 2008
- Antonio Tarantino, Stranieri - 2008
- Nevio Spadoni, Ouverture Alcina - 2009
- Patrizia Cavalli, Aria pubblica - 2009
- Tonino Guerra, Odisèa - 2009
- Marco Martinelli, detto Molière - 2010
- Molière, L'Avaro - 2010
- Marco Martinelli, Rumore di acque - 2010
- Marco Martinelli, Eresia della felicità - 2011
- Marco Martinelli, Pantani - 2012
- Ermanna Montanari, Chiara Guidi,Poco lontano da qui - 2012
- Marco Martinelli, Vita agli arresti di Aung San Suu Kyi - 2014
- Luigi Dadina, Laura Gambi, Amore e anarchia - 2014
- Ermanna Montanari, Camera da ricevere - 2015
- Marco Martinelli, Slot machine - 2015
- Marco Martinelli, Saluti da Brescello - 2016
- Marco Martinelli, Ermanna Montanari, Inferno - 2017
- Marco Martinelli, Va pensiero - 2017
- Marco Martinelli, fedeli d'Amore - 2018
- Marco Martinelli, Ermanna Montanari, Purgatorio - 2019